# Philipp Geißler
Philipp Geißler, též Geissler (27. dubna 1856 Kumpitz-Steinmetzgraben – 29. ledna 1933 Winklern-Sonnleiten), byl rakouský politik německé národnosti ze Štýrska, na počátku 20. století poslanec Říšské rady.

## Biografie
Narodil se v lokalitě Steinmetzgraben v obci Kumpitz, ve farnosti Allerheiligen bei Pöls. Od roku 1864 se s rodiči přestěhoval do Sonnleiten v obci Winklern bei Oberwölz. Byl synem rolníka a hostinského. Navštěvoval národní školu v Oberwölzu. Byl veřejně a politicky činný. Zasedal v řadě zemědělských spolků. Roku 1877 po smrti otce převzal rodinné hospodářství. Působil jako hostinský ve Winklern bei Oberwölz. Zasedal v obecním zastupitelstvu, v okresním zastupitelstvu, v místní i okresní školní radě. V roce 1887 ho štýrský zemský výbor vyslal v rámci komise zemědělských odborníků na studijní cestu do Švýcarska v rámci.
Působil i jako poslanec Říšské rady (celostátního parlamentu Předlitavska), kam usedl ve volbách do Říšské rady roku 1907, konaných poprvé podle všeobecného a rovného volebního práva. Byl zvolen za obvod Štýrsko 15. Po volbách roku 1907 byl uváděn coby člen klubu Křesťansko-sociální sjednocení.